# Heinrich Knesch
Heinrich Knesch (3. srpna 1870 Česká Lípa nebo Velká Ves - 10. listopadu 1958 Trostberg) byl československý politik německé národnosti a meziválečný senátor Národního shromáždění za Německý svaz zemědělců.

## Biografie
Byl synem rady vrchního zemského soudu. Absolvoval zemědělskou školu v Děčíně-Libverdě. V období let 1904–1930 působil jako ředitel zemědělské odborné školy ve Velké Vsi u Broumova. Vydával učebnice z oboru agronomie. V roce 1911 to byla německá příručka pro vedení zemědělského podniku, roku 1932 Zemědělská čítanka. Byl též předsedou ovocnářského a pícninářského družstva. V letech 1918–1919 by aktivní v zemské vládě odštěpenecké provincie Deutschböhmen v Liberci.
V parlamentních volbách v roce 1920 získal za Německý svaz zemědělců (BdL) senátorské křeslo v Národním shromáždění. Senátorem byl do roku 1925. Byl členem zemského vedení BdL.
Počátkem 20. let je profesně uváděn jako ředitel zimní školy ve Velké Vsi u Broumova. Roku 1930 odešel do penze a přestěhoval se do Liberce. V roce 1946 byl vysídlen do Ueckermünde v Meklenbursku. Zemřel v bavorském Trostbergu roku 1958.